# Hut (Fechten)
Die Hut (auch Lager oder Leger) ist eine Grund- bzw. Ausgangsstellung im mittelalterlichen Fechten.
Die Huten werden mit der Tradition der Fechtkunst verbunden (deutsch = Hut oder Leger; italienisch = posta etc.).
Dem Begriff der Huten entstammt sehr wahrscheinlich die Redewendung „auf der Hut sein“.

## Huten im I.33
Im Manuskript I.33 (auch Tower Manuscript), einem mittelalterlichen Lehrwerk, werden 7 Huten aufgeführt:
- Sub brach; „unterm Arm“
- Humero dextrali; „rechte Schulter“
- Humero sinistro; „linke Schulter“
- Capiti; „Haupt“
- Dextro latere; „rechte Seite“
- Pectori; „Brust“
- Langort; „gestreckte Spitze“

Daneben gibt es noch gewöhnliche Huten, die nur nebenbei erwähnt werden: Der vidilpoge (nhd. Fiedelbogen) und der „Spezial-Langort“.

## Huten bei Liechtenauer
Die Meister in der Tradition Liechtenauers kannten 4 Grundhuten: die Hut vom Tag, die Hut Alber, den Pflug, den Ochs. Sie lassen sich als jeweils mit den Händen hoch und tief gehaltenen Huten unterteilen, die jeweils das Schwert zum Stich bzw. zum Hieb bereithalten.
Vier leger allain da von halt; vnd fluch die gemain. Ochs, pflůg, alber, vom tag sy dir nit vnmer. [MS Dresd. C 487, SLUB Dresden]
Des Weiteren waren noch diverse „Nebenhuten“ bekannt, die jedoch nicht zum Kernsystem der Schule gehörten. Einige davon scheinen aus der italienischen Fechtschule übernommen zu sein, welche traditionell eine Vielzahl an Huten verwendete.
Beim Fechten mit dem Langschwert werden die Haue oder Schläge als eine Bewegung von einer Hut in eine andere definiert. Joachim Meyer erweitert diese Definition in seinem 1570 erschienenen Fechtbuch noch weiter, indem er die bei seinen Vorgängern nur am Rande erwähnten Übergangsstellungen mit einer erweiterten Nomenklatur versah. So kamen zum Beispiel Huten wie das Einhorn, der Schlüssel oder der Wechsel hinzu.
Die Huten dienten nicht nur als Verteidigungsstellung, sondern boten dem Fechter auch eine Vielzahl an Angriffsmöglichkeiten. Alleine schon dadurch, dass bei zwei dieser Grundhuten (Ochs und Pflug) der Gegner direkt mit der Schwertspitze (auch Ort genannt) bedroht wird, muss dieser entsprechend reagieren und sich dieser Bedrohung erwehren. Die Relevanz der richtigen Huten und des entsprechenden Bruchs gegen diese sieht man allein dadurch, dass dem „Brechen“ der Huten viel Aufmerksamkeit in den historischen Unterlagen beigemessen wird. Ihnen ist stets ein eigenes Kapitel gewidmet.
Mit dem Brechen einer Hut ist gemeint, dass man diese derart angreift, dass man selbst dabei maximale Deckung vor den möglichen Kontern aus dieser Hut hat und den Gegner bestmöglich trifft oder zumindest in eine vorteilhafte Bindungsposition gelangt. Allgemein gilt folgende Zuordnung in der deutschen Schule des 15. Jh.:
- Hut Ochs    = Bruch durch Krumphau
- Hut vom Tag = Bruch durch Zwerchhau
- Hut Pflug   = Bruch durch Schielhau
- Hut Alber   = Bruch durch Scheitelhau

Der erst haw ist der Krumphaw. Der bricht die hut des ochsen. / Der ander ist der zwerhaw. / Der bricht die hutt vom tage. / Der dritt ist der schyllhaw. Der bricht die hut deß pflůgs. / Der vierdt ist der schaittler. Der bricht die hůt alber.
Die Huten dürfen jedoch nicht als ein rein statisches Verharren in einer Position angesehen werden. Das oftmalige Wechseln der Ausgangsstellungen vor dem ersten Klingenkontakt (dem sogenannten Anbinden) gilt als ein wichtiges Kriterium beim Fechten der deutschen Schule (Hochblüte im 15. Jahrhundert). Man verhindert dadurch, dass sich der Gegner auf einen einstellen kann, und kann sich sehr einfach zu möglichen Blößen (Öffnungen in der Verteidigung beim Gegner) vorarbeiten, um dann die Gunst der Stunde zu nutzen und einen Schlag oder Stich anzubringen.

## Huten bei Johannes Lecküchner
In der Fechtlehre mit dem langen Messer von Johannes Leckküchner gibt es ebenfalls vier Huten, die weitestgehend denen des langen Schwertes entsprechen. Ihre Zuordnung stellt sich wie folgt dar:
- Hut Ochs    = Hut Stir
- Hut vom Tag = Hut Lug ins Land
- Hut Pflug   = Hut Eber
- Hut Alber  = Hut Bastei